# Bloomberg TV
Pour les articles homonymes, voir Bloomberg.
Bloomberg TV est une chaîne de télévision du groupe Bloomberg L.P., spécialisée dans l'économie et la finance.
Lancée en 1994, elle est diffusée en Asie-Pacifique, Allemagne, Espagne, Brésil, Italie, Royaume-Uni, Japon, États-Unis, en France et en Suisse.
En Inde, la chaîne est nommée Bloomberg UTV, car détenue en partenariat avec UTV Global Broadcasting.

## Chaînes

### Chaînes en activité
- Bloomberg Television (aux États-Unis)
- Bloomberg UTV (en Inde)
- Bloomberg International
- Bloomberg Asia Pacific (basé à Hong Kong et Singapour)
- Bloomberg Europe (depuis Londres)
- Bloomberg HaberTurk (depuis Istanbul en Turquie)

### Anciennes chaînes
- Bloomberg Brazil (depuis São Paulo et New York, en portugais)
- en Europe, les chaînes ont été arrêtées le 9 mars 2009 et remplacée par Bloomberg Europe ; les 4 chaînes remplacées étaient les suivantes :
  - Bloomberg Germany
  - Bloomberg France
  - Bloomberg Italy
  - Bloomberg Spain
- Bloomberg Japan, arrêtée depuis le 30 avril 2009[1], remplacé par Bloomberg International